# Investissement incrémental
 (juin 2021).
L'investissement incrémental est un type d'investissement qui, au lieu d'être lissé dans le temps, est effectué étape par étape, avec des ajustements constants. Il s'agit d'un concept d'économie.

## Concept
Le comportement d'investissement des entreprises est débattu par les économistes. Les entreprises investissent afin d'augmenter ou d'améliorer leurs capacités de production, mais l'investissement peut être linéaire ou incrémental. L'investissement incrémental est un investissement qui a lieu par palier, petit à petit. Il est dû à un calcul de risque de la part des entreprises, qui savent que l'investissement peut causer une perte irréversible partiellement ou totalement.
Un modèle d'investissement incrémental est proposé par Arrow en 1968, puis repris et affiné par Pindyck et Bertola en 1988. Un investissement incrémental est rationnel car il permet de gérer l'incertitude et l'existence des coûts irrécupérables.

## Vérifications empiriques
La théorie est validée par plusieurs théories empiriques. Doms et Dunnes montrent en 1998 que les entreprises réalisent des ajustements au lieu de lisser leurs investissement dans le temps.